# Fevillea passiflora
Fevillea passiflora är en gurkväxtart som beskrevs av Vell. Fevillea passiflora ingår i släktet Fevillea och familjen gurkväxter. Inga underarter finns listade i Catalogue of Life.